# Mihrişah Kadın
Mihrişah Kadın, oszmán ágyas és szultána. III. Ahmed oszmán szultán asszonya és III. Musztafa oszmán szultán édesanyja.
1693-ban született a francia királyságban, és 1706 körül kert Isztambulba a szultáni hárembe ahol már a negyvenes éveit élő szultán asszonya lett, és megszülte az első lányát, Ümmügülsüm szultánát 1708-ban, később Szulejmán herceget, majd Zeynep szultánát 1715-ben és ezután a későbbi III. Musztafa oszmán szultánt és Bayezid herceget.
Sosem volt Válide szultána, 1732-ben halt meg

## Gyermekei
- Ümmügülsüm szultána (1708-1732)
- Szulejmán herceg (1710-1732)
- Zeynep szultána (1715-1772)
- III. Musztafa oszmán szultán (1717-1774)
- Bayazid herceg (1717-1771)